# 諾基亞Lumia 530
Nokia Lumia 530是一款Nokia以Windows Phone 8.1平台所開發的智慧型手機。Lumia 530發表於2014年。Nokia Lumia 530是目前为止最便宜的Lumia手机，是第一台拥有双SIM的Windows Phone手机。价格相比上一世代的Nokia Lumia 520便宜许多，因此去除了许多动能，如拍摄键，两段式自动变焦，实体键，光线传感器，距离传感器，超灵敏触摸等，但处理器有所提升，搭载了Qualcomm® 骁龙™ 200。
2014年11月10日，微软发布了其继任者的Microsoft Lumia 535，有1英寸IPS大显示屏，双击唤醒，环境光传感器，康宁Gorilla玻璃3，内部存储器的8 GB（与4 GB），1GB的RAM（与512 MB），1905年大毫安电池（与1430mAh），500万像素的前置摄像头（与无自鳩相机），自动对焦的后置摄像头（与定焦），以及LED闪光灯（VS。不闪光）。